# Resident Evil 4
Resident Evil 4, també conegut al Japó com a Biohazard 4 (バイオハザード, Baiohazādo Fō), és un videojoc japonès basat en el terror i supervivència, i categoritzat com a gènere d'acció-aventura, innovador pel seu sistema de trets en tercera persona. Va ser dirigit per Shinji Mikami y desenvolupat per l’empresa japonesa Capcom Production Studio 4, que també va ser-ne la distribuïdora principal, encara que també el van distribuir Ubisoft, Nintendo Austràlia, Xarxa Ant Enterprises i THQ Àsia Pacific. Es considera el quart número de la saga i el cinquè joc de la sèrie principal, previ a Resident Evil 3: Nemesis. Es va anunciar originalment com a joc exclusiu de Nintendo GameCube dins de Capcom Five, en què es va estrenar de manera oficial el dia 11 de gener de 2005 a Nord Amèrica. Al Japó va sortir a la venda el 27 de gener de 2005 i a Europa va estrenar-se el 18 de març de 2005.
És un videojoc d'acció-aventura de l'estil survival horror. Notablement, és el primer cop dins de la sèrie, que els espais i ambients del videojoc passen tancats i lineals a escenaris més grans i dinàmics. Els escenaris de la història situen el jugador en un poble d'Espanya. El sistema de joc d’aquest lliurament de Resident Evil es va considerar en el seu moment diferent i innovador en comparació amb els anteriors. Dins de les innovacions podem trobar una millorada manera d'apuntar amb les armes, donant la llibertat al jugador de triar de manera realista on es dirigirà el seu tret, a més hi ha nous moviments de defensa en els personatges, entre els quals hi ha la possibilitat de colpejar els enemics quan abaixen la guàrdia i guanyar recompenses en ser derrotats. D’altra banda, inclou una gran varietat de minijocs, entre els quals hi ha: The Mercenaries, Assignment Ada i Separate Ways; el primer provinent de Resident Evil 3: Nemesis; el segon i el tercer són exclusius d'aquest joc. L'últim minijoc no està disponible a la versió de Nintendo GameCube.
Comercialment, Resident Evil 4 va tenir bastant d'èxit. Avui dia, el videojoc ha venut més de 7,40 milions de còpies a tot el món, situant-se com el número de la franquícia amb el nombre de vendes més alt gràcies a les seves diferents versions disponibles. Tot i això, és el cinquè títol de la sèrie que passa la marca dels 3 milions d'unitats comercialitzades; tan sols en la versió de PlayStation 2, després de Resident Evil 5, Resident Evil 2, Resident Evil 3: Nemesis i Resident Evil. Les xifres dels quals desascendeixen a més de 3,7 milions d'unitats cadascun.
El videojoc va rebre força crítiques per part de llocs webs importants especialitzats en videojocs com Metacritic, GameSpot, GameRankings, IGN, MeriStation, Vandal, 3DJuegos, entre d'altres. Va ser qualificat per la majoria dels crítics com un dels candidats principals per a la categoria de «Joc de l'Any» de 2005; a més el van denominar com un renaixement i una evolució de la saga. Els canvis en el seu sistema de joc i en el seu estil van atreure molts jugadors, els quals no s'havien familiaritzat amb els títols anteriors. Es pot dir que va aconseguir revolucionar l'univers Resident Evil, centrant-se més en l'acció, sense oblidar-se de l'essència del survival horror i va tenir una gran influència en altres jocs de la saga o fins i tot de diferents gèneres. És considerat un dels millors jocs de terror i supervivència per algunes publicacions.

## Argument

### Sinopsi
| «                                                    | 1998... No ho oblidaré mai. Va ser aquell any quan van tenir lloc aquella sèrie d'horribles assassinats a les muntanyes Arklay. Al cap de poc temps se'n va saber la causa: un experiment víric dut a terme per la Corporació farmacèutica Umbrella. El Virus va brollar en una petita comunitat a les muntanyes anomenada Raccoon City afectant-la de tal manera que va fer que s'enfonsés. Sense més alternatives, el President dels Estats Units va prendre una decisió dràstica: esterilitzar la ciutat. Més tard el Govern dels Estats Units va decretar la suspensió de totes les activitats empresarials d'Umbrella al país. Aviat les seves accions van caure en picat, cosa que a efectes pràctics va suposar el final d'Umbrella. Han passat sis anys de llavors ençà. | » |
| — En Leon explicant els esdeveniments previs al joc. | |   |

Any 2004, tardor de l'hemisferi nord, han passat sis anys des que Raccoon City va ser destruïda per ordre del govern dels Estats Units per evitar un escenari pandèmic creat pel desastre del virus que va devastar la ciutat i la seva greu amenaça per a la resta de la món. A causa de l'impacte social de la destrucció de Raccoon City per la propagació del Virus-T, un cop es va saber que Umbrella Corporation era responsable de l'incident, el govern dels Estats Units va pressionar els principals i accionistes de la companyia farmacèutica fins al punt que finalment va provocar-ne el col·lapse financer i finalment el tancament. Els supervivents del desastre s'han unit a diverses organitzacions que treballen juntes per combatre el bioterrorisme que s'ha disparat al món de manera alarmant després de la desaparició d'Umbrella. Després d'un quant temps d’haver estat en clandestinitat en un soterrani, en Leon S. Kennedy és reclutat pel Servei Secret dels Estats Units, que en saber que havia sobreviscut a la tragèdia de Raccoon City i coneixent el seu talent amb les armes i habilitats paramilitars, el volen a les seves files. És triat per realitzar una missió especial de rescat, en concret haurà de rescatar l'Ashley Graham, filla del president, que va ser segrestada per una estranya organització. La noia està retinguda en un poble rural d'Espanya, al qual el protagonista haurà de viatjar per salvar-la i es trobarà un grup de violents vilatans que juren lleialtat a Els Il·luminats, l'organització que va segrestar l'Ashley.
Mentrestant, en Leon és capturat pel líder del poble,  Bitores Méndez, i després de ser capturat, li injecten un paràsit anomenat Las Plagas ('Les Plagues'), que es pot fusionar al cos i controlar així la ment de la gent. Quan es desperta, s'adona que estaà lligat a l'esquena de l'antic investigador del cas, Luis Sera. Tots dos treballen junts per fugir, però aviat se separen per trobar informació sobre l'Ashley. El protagonista troba la filla del president en una petita església de la ciutat i la salva. Tot seguit s'escapen després que el líder d'Els Il·luminats, Osmund Saddler, revelés que tenia pensat de transmetre el paràsit a l'Ashley per boicotejar el Govern dels Estats Units i provocar un desastre nacional quan tornés. Aleshores, en Leon descobreix una manera d'escapar del poble mitjançant un telefèric, i tots dos baixen. En veure un graner, en Leon decideix entrar sol per enfrontar-se a en Bitores Méndez. Després de la batalla aconseguirà el seu ull, que resultarà ser la clau per accedir a la sortida del tenebrós poble. Un cop en surten, els protagonistes, es trobaran a un grup de vilatans infectats que els atacaran per evitar que se'n vagin. Aleshores, tots dos miren de refugiar-se a l'interior del castell de Ramón Salazar, un dels servents de Saddler, però resulten que són atacs per més Il·luminats i tornen a separar-se. D'altra banda, en Luis busca algun tipus de medicament per endarrerir la infecció dels seus companys. Per sort troba la mostra principal del paràsit, que els havia robat a Els Il·luminats, però és assassinat per en Saddler, que li arrabassa la mostra de Las Plagas, mentre que les píndoles per aturar la infecció romanen a les mans. Tornant al castell, en Leon es troba l'Ada Wong, una dona del passat, que els ajuda en la missió. Així doncs, ell s'enfronta a en Salazar fins a matar-lo. Després, s'assabenta que l'Ashley ha estat traslladada a un centre de recerca proper a una illa, i se'n va a buscar-la.
Més endavant, em Leon s'assabenta que un dels seus antics companys de reclutament, en Jack Krauser, va ser el responsable del segrest de l' Ashley, i a causa d'això l'Osmund Saddler li va inocular Las Plagas. Tant ell com l'Ada treballen per a l'Albert Wesker, relacionat amb la corporació Umbrella. En Krauser té la intenció de matar en Saddler quan en tingui l'oportunitat, però ho descobreix i li ordena que mati amb les seves mans el mateix Leon, sabent que tots dos se'n beneficiaran. Després de derrotar-lo, aconsegueix rescatar l'Ashley i eliminen Las Plagas amb l'ajuda d'un aparell especialitzat en radioteràpia. El protagonista s'enfronta a en Saddler en assabentar-se que té presa l'Ada com a ostatge. Després d'alliberar-la, en Leon matar en Saddler, i al mateix temps l'Ada aprofita la situació per agafar una mostra de Las Plagas. L'Ada pujar a un helicòpter i donar a en Leon les claus de la moto aquàtica, cosa que l'ajuda escapar abans que l'illa explotés. En Leon ràpidament va a buscar l'Ashley, que l'estava esperant i escapen de l’illa rumb a l’Oceà Atlàntic per contactar amb els militars per ràdio-satèl·lit, i tornar als Estats Units.

## Repartiment de veu
A Resident Evil 4 la majoria dels personatges que tornen a aparèixer van patir canvis en els actors de veu, sent el personatge de d'Ada Wong l'únic que va mantenir a la seva actriu original, Sally Cahill, de Resident Evil 2. Pel personatge de Leon es va triar a en Paul Mercier, un actor veterà.
La gravació es va dur a terme als Estats Units. Pels diàlegs dels personatges del poble, al ser en la llengua espanyola es va decidir realitzar en la ciutat de Los Angeles amb dobladors hispanoparlants. Tot aquest procés es va realitzar després de viatjar a Espanya, i per això, l’accent dels habitants no és 100% de la zona geogràfica indicada.
Internacionalment, Resident Evil 4 només té un doblatge complet no oficial de Capcom, el qual va ser dut a terme per IG Studios. Aquest doblatge manté gran part dels diàlegs en l'espanyol originals, reemplaçant només les veus en anglès. El doblatge de IG Studios va comptar amb la participació d'actors de doblatge de 5 països hispans, l'Argentina, Xile, Espanya, Mèxic, i Veneçuela.
| Personatge         | Actor de veu en anglès | Actor de veu en espanyol |
| ------------------ | ---------------------- | ------------------------ |
| Leon Scott Kennedy | Paul Mercier           | Leto Dugatkin            |
| Ada Wong           | Sally Cahill           | Trinidad Valenzuela      |
| Ashley Graham      | Carolyn Lawrence       | Carolina Cortés          |
| Ingrid Hunnigan    | Salli Saffioti         | Karla Canyís             |
| Luis Sera          | Rino Romano            | Pablo Díez               |
| Osmund Saddler     | Michael Gough          | José Merino              |
| Jack Krauser       | Jim Ward               | Emmanuel Gonzáles        |
| Ramón Salazar      | René Mujica            | Eric García              |
| Albert Wesker      | Richard Waugh          | Adrián Wowczuk           |
| Bitores Mendez     | Jesse Corti            | Luis Pérez Pons          |
| El Buhonero        | Paul Mercier           | Luis Miguel Pérez        |
| Policia espanyol   |                        | Alfonso Soto             |

## Sistema de joc

En Leon travessant obstacles. A diferència de les entrades anteriors de la sèrie, Resident Evil 4 té la càmera seguint directament darrere del personatge. La vista làser permet al jugador orientar zones clau als enemics.

El jugador controla en Leon S. Kennedy des d'una perspectiva en tercera persona, siturada a l'espatlla del personatge.
El protagonista és enviat a rescatar la filla del president dels Estats Units, Ashley Graham. El joc se centra en l'acció i disparar a molts enemics en espais oberts. La càmera s'enfoca darrere en Leon; quan apunta l'arma, la càmera fa zoom a la vista per sobre de l'espatlla del personatge. A diferència dels jocs anteriors de la sèrie, s'afegeix un apuntador làser, que afegeix una millor profunditat a la punteria de l'arma. Això permet als jugadors apuntar en múltiples direccions i canviar fàcilment la seva posició en qualsevol moment. A més a més, les bales afecten enemics específics, fent que caiguin o que deixin anar l'arma quan se'ls dispara en determinades parts del cos.
Un altre aspecte nou de Resident Evil 4 és la inclusió de controls sensibles al context. Segons la situació, el jugador pot interactuar amb objectes de l'entorn, per exemple: baixar escales ràpidament, saltar d'una finestra o esquivar un atac. També hi ha escenes dinàmiques en què el jugador ha de prémer una sèrie de botons indicats a la pantalla per tal d'executar accions especials, com ara: esquivar roques o defensar-se d'un enemics per no morir. Normalment es produeix durant les baralles amb enemics finals, on el jugador ha d'evitar atacs si no vol morir a l'instant.
Els principals enemics del joc són els vilatans violents coneguts com a Los Ganados ('El Bestiar'). Los Ganados poden esquivar trets, lluitar cos a cos i utilitzar armes de projectil; de la mateixa manera, poden treballar en grup i comunicar-se entre si. Anteriorment, havien estat simples pagesos que més tard es van convertir en el producte d'una infestació Las Plagas. Tant Los Ganados com la majoria dels enemics deixen caure recompenses en ser derrotats, en forma de diners, munició o altres recursos.
L'inventari es basa en un sistema de quadrícula, representat per un maletí personal, en què cada objecte té una certa quantitat d'espais. El maletí es pot millorar diverses vegades per augmentar el nombre d'espais. Les armes, la munició i els objectes de curació s'emmagatzemen al maletí, mentre que les claus, les targetes i altres objectes es desen en un menú separat. Els articles es poden comprar i vendre mitjançant comerciants que apareixen en diverses ubicacions, que també permet comprar aerosols de primers auxilis, noves armes i ofereix millorar-les per augmentar-ne el dany, el temps de recàrrega, la capacitat de les bales o la velocitat de foc; també deixa vendre els tresors trobats durant la història. Cada arma té diferents avantatges i desavantatges.
Capcom va afegir noves funcions a la versió de PlayStation 2, que més tard es van incorporar a les versions de Microsoft Windows i Wii. Una de les quals és el minijoc de Separate Ways que té com a protagonista l'Ada Wong, una altra supervivent dels esdeveniments de Raccoon City, i explica la connexió entre Resident Evil 4 i Albert Wesker, un antic membre de S.T.A.R.S, que intenta reflotar a Umbrella. Ada's Report és un altre mode de joc, un documental de cinc capítols que analitza la seva relació amb en Wesker. A més, hi ha altres continguts desbloquejables, entre els quals es troben uns altres dos minijocs anomenats The Mercenaries i Assignment Ada, el darrer dels quals explica com l'Ada recupera una mostra de Las Plagas. També hi ha roba nova per al protagonista i l'Ashley, armes secretes i un visor d'escenes.

## Armament
- Pistoles: H&K USP, FN Five-seveN, Mauser C96, HS2000, Heckler & Koch VP70, S&W Model 3, Colt Single Action Army, Colt M1911, S&W Model 500

- Escopetes: Remington 870, M1014, Striker 12, Mossberg 500

- Rifle franctirador: Springfield M1903, Heckler & Koch SL8, Heckler & Koch G36

- Subfusells: TMP, Subfusell Thompson

- Llançacoets: Llançagranades Mk 19, RPG-7, P.R.L. 412

- Ganivets: Ganivet de supervivència

- Granades: Granada de mà, Granada incendiària, Granada atordidora

- Arcs: Arc corb, Ballesta

## Desenvolupament

### Versions cancel·lades
A començament del 1999, el desenvolupament de Resident Evil 4 s'havia allargat molt, i en van sorgir quatre versions, totes cancel·lades. L'edició inicial es va desenvolupar per a PlayStation 2; aquest projecte va ser dirigit per Hideki Kamiya, un cop després que Shinji Mikami, productor de la sèrie de Resident Evil, li demanés que creés una nova història. Noboru Sugimura, escriptor d’alguns títols de la sèrie, després dels canvis a la primera versió, va crear un escenari pel projecte, el qual es basava en la idea de Kamiya de crear un joc d'acció-aventura «genial» i «elegant». En la primera versió, la història es basava a descobrir el misteri al voltant d'en Tony, un home amb habilitats especials i una intel·ligència superior a la de la gent normal, tot gràcies a un experiment biotecnològic. Kamiya va pensar que els personatges controlables no eren prou heroics a la batalla amb una perspectiva fixa, així que va decidir eliminar la perspectiva del joc anterior i afegir un sistema de càmera dinàmica. Aquesta nova característica va impulsar l'equip de desenvolupament a viatjar a Europa, que va passar 11 dies al Regne Unit i Espanya fotografiant les estàtues gòtiques, els paviments de maó i pedra que servirien d'inspiració per als entorns. Els desenvolupadors volien crear una nova temàtica al món de Resident Evil. Mikami va tenia la sensació que aquest nou lliurament estava lluny de les arrels de la sèrie i, de mica en mica, va convèncer tot el personal perquè fes d'aquest primer projecte un joc independent que tingués la mateixa trama. Kamiya finalment va reescriure la història, que tindria lloc en un món ple de dimonis, canviant el nom del protagonista a Dante. La llista de personatges sempre va ser idèntica a la idea de Sugimura. El novembre de 2000, es va revelar el títol del joc, sota el nom de Devil May Cry, posteriorment el desenvolupament de Resident Evil 4 va començar al final de 2001.
El novembre de 2002, el joc es va anunciar oficialment com un dels cinc títols desenvolupats per Capcom Production Studio 4 exclusivament per a Nintendo GameCube. Aquesta revisió se la coneix comunament com a "versió confusa", el seu desenvolupament va estar a càrrec de Hiroshi Shibata. La versió estava completa en un 40%, però es va cancel·lar en aquell moment. En aquesta versió, el protagonista Leon S. Kennedy s'havia d'infiltrar a la seu d'Umbrella situada al continent europeu. Aquesta versió presentava monstres tradicionals de la franquícia, com zombis; i explicava que el personatge principal estava infectat amb el virus progenitor, que donava un gran poder a la seva mà esquerra. Sugimura n'havia escrit la història, mentre que Flagship n'havia escrit el guió. Els productor de la versió final va assenyalar que Ashley no existia aleshores, encara que hi havia una noia que acompanyava em Leon en el transcurs de la història; el seu nom no es va revelar mai al públic.
Després de totes aquestes versions rebutjades, l'equip de treball va decidir reiniciar el desenvolupament. A l'E3 de 2003, se'n va mostrar una nova revisió, cancel·lada posteriorment, amb el títol de "versió de l'home del garfi". Al cap de cert temps, es va anomenar oficialment Maboroshi no Biohazard 4 (幻の「バイオハザード4」, Maboroshi no "Baiohazaado4"). Quan Mikami va presentar la demostració, va assegurar que el desenvolupament anava molt bé i va dir que el pròxim joc faria molt més por en comparació amb els altres lliuraments, advertint als jugadors que no es fessin pipí a sobre mentre hi jugaven. La història tenia lloc en un edifici embruixat, on en Leon contreia una estranya malaltia i havia de sobreviure a una mena d'enemics paranormals, com ara armadures medievals, nines amb vida pròpia, i un home fantasmal armat amb un gran garfi. Tenia una nova sensació, i contenia elements aterridors com ara flashbacks i les al·lucinacions que estaven marcades per un to blavós en els escenaris i una constant vibració a la càmera. Aquesta versió va donar origen al sistema de joc del projecte final, incloent millores a l'hora d'apuntar. Algunes característiques es van eliminar, com la possibilitat de parlar amb els enemics. Alguns fanàtics de Resident Evil han anomenat aquest lliurament com a Resident Evil 3.5.

### Versió final
Després d'això, l'equip va decidir canviar el gènere per reinventar la sèrie. Mikami va succeir Shibata com a director, i més tard va començar a treballar en la versió que existeix actualment. En una entrevista va esmentar que el desenvolupament de "Resident Evil 4" va estar sota una pressió immensa per part de Capcom, i si les vendes de la quarta part no eren suficients per cobrir el pressupost, fins i tot la sèrie seria cancel·lada. Segons el productor Hiroyuki Kobayashi, l'equip de desenvolupament es sentia frustrat i desmotivat després de la cancel·lació de la versió anterior. Mikami va explicar que l'equip ja havia revisat i millorat el sistema de càmera i, a més, tenien grans expectatives a l'hora d'intentar fer grans canvis a la sèrie. Al final, va intervenir per escriure una nova història en la qual, a diferència de les entregues anteriors, la corporació Umbrella no era un antagonista. Va explicar que s'havia inspirat en Onimusha 3. Així mateix, va decidir col·locar la càmera darrere del personatge controlable. En l'intent de crear un nou sistema de joc, el director del títol va dissenyar un nou tipus d'enemics anomenats Los Ganados, els quals van substituir els zombis.
Va comptar amb la participació d'actors estatunidencs per donar veu als personatges del lliurament, i l'equip de desenvolupament va anunciar que els enregistraments van durar de tres a quatre mesos, dividits en quatre etapes. Capcom va contractar Shinsaku Ohara com a traductor del títol. En una entrevista a IGN, Carolyn Lawrence, que va donar veu a l'Ashley Graham, va descriure el seu personatge com a "vulnerable" perquè en Leon la salva constantment.
El 31 d'octubre de 2004, Resident Evil 4 es va anunciar oficialment, juntament amb Resident Evil: Dead Aim i Resident Evil Outbreak, els dos últims són títols de la sèrie que no segueixen la trama lineal de la sèrie (malgrat que són canònics). En aquella data, es va garantir que el llançament de la versió de PlayStation 2 seria el 2005. Aquesta edició incloïa noves funcions, sobretot un nou "minijoc" protagonitzat per l'Ada Wong. L'1 de febrer de 2006, Ubisoft va anunciar el desenvolupament d'una versió per a Microsoft Windows. El 4 d'abril de 2007, una versió de Wii va ser anunciada i llançada més tard aquell any. Tenia tots els extres de la versió PS2, a més d'altres addicions. Aquesta versió incloïa una demostració de Resident Evil: The Umbrella Chronicles.

### Banda sonora
Biohazard 4 Original Soundtrack, va ser el nom amb el qual va ser publicada la banda sonora original. Va sortir a la venda el 22 de desembre de 2005 al Japó i portava el número de catàleg CPCA-10126~7. En el seu país d'origen el seu preu no supera els 2500 iens. Conté 62 temes i inclou un llibre il·lustrat del joc de 48 pàgines, amb les notes i agraïments dels compositors Shusaku Uchiyama i Senbongi Misao.

Resident Evil 4: Darkness Side (Disc 1)
| Núm.          | Títol                       | Durada |
| ------------- | --------------------------- | ------ |
| 1.            | «End of Umbrella»           | 1:13   |
| 2.            | «The Drive ~ First Contact» | 2:11   |
| 3.            | «Ganado I»                  | 2:06   |
| 4.            | «A Strange Pasture»         | 2:03   |
| 5.            | «A Ruined Village»          | 3:55   |
| 6.            | «Ganado II»                 | 1:27   |
| 7.            | «Serenity»                  | 1:21   |
| 8.            | «Ganado III»                | 2:32   |
| 9.            | «Del Lago»                  | 1:19   |
| 10.           | «Noche»                     | 2:00   |
| 11.           | «El Gigante»                | 1:37   |
| 12.           | «Echo in the Night»         | 2:30   |
| 13.           | «Bitores Mendez»            | 2:31   |
| 14.           | «Hard Road to the Castle»   | 1:20   |
| 15.           | «Game Over»                 | 0:10   |
| 16.           | «Catapult»                  | 2:37   |
| 17.           | «Garrador»                  | 2:09   |
| 18.           | «Ganado IV»                 | 2:30   |
| 19.           | «Cold Sweat»                | 1:53   |
| 20.           | «Target Practice»           | 2:21   |
| 21.           | «Novistadors»               | 1:58   |
| 22.           | «Central Hall»              | 3:52   |
| 23.           | «Agony»                     | 1:54   |
| 24.           | «Evil Malaise»              | 3:22   |
| 25.           | «Death From Above»          | 0:53   |
| 26.           | «Crazy Cultist Drivers»     | 0:49   |
| 27.           | «Bad Vibes»                 | 1:15   |
| 28.           | «Verdugo»                   | 1:31   |
| 29.           | «Robo-Salazar»              | 0:44   |
| 30.           | «Tower of Death»            | 1:43   |
| 31.           | «Salazar»                   | 2:39   |
| 32.           | «Save Theme»                | 1:55   |
| Durada total: | Durada total:               | 62:20  |

Resident Evil 4: Darkness Side (Disc 2)
| Núm.          | Títol                            | Durada |
| ------------- | -------------------------------- | ------ |
| 1.            | «Infiltration»                   | 2:54   |
| 2.            | «Ganado V»                       | 2:55   |
| 3.            | «Regenerador»                    | 1:01   |
| 4.            | «U-3»                            | 1:19   |
| 5.            | «Path to Closure»                | 3:26   |
| 6.            | «Krauser»                        | 2:15   |
| 7.            | «Back-Up»                        | 2:04   |
| 8.            | «Final Battle»                   | 2:54   |
| 9.            | «The Escape»                     | 2:37   |
| 10.           | «Horizon»                        | 0:53   |
| 11.           | «Sorrow (Ending Credits)»        | 3:36   |
| 12.           | «Result»                         | 1:28   |
| 13.           | «The Mercenaries»                | 2:02   |
| 14.           | «The Mercenaries~Leon»           | 2:47   |
| 15.           | «The Mercenaries~Ada»            | 3:55   |
| 16.           | «The Mercenaries~Krauser»        | 3:12   |
| 17.           | «The Mercenaries~Hunk»           | 2:46   |
| 18.           | «The Mercenaries~Wesker»         | 3:34   |
| 19.           | «Assignment Ada»                 | 3:00   |
| 20.           | «Assignment Ada End Roll ~tarde» | 1:24   |
| 21.           | «Assignment Ada End Roll ~noche» | 1:31   |
| 22.           | «the another order»              | 3:33   |
| 23.           | «Ganado VI»                      | 2:25   |
| 24.           | «Interlude»                      | 1:11   |
| 25.           | «Intention»                      | 4:09   |
| 26.           | «Shipyard»                       | 2:08   |
| 27.           | «End and Aim»                    | 2:51   |
| 28.           | «The Enemy»                      | 3:29   |
| 29.           | «Time Limit»                     | 3:13   |
| 30.           | «The Another End»                | 1:53   |
| Durada total: | Durada total:                    | 76:25  |

## Galeria d'imatges

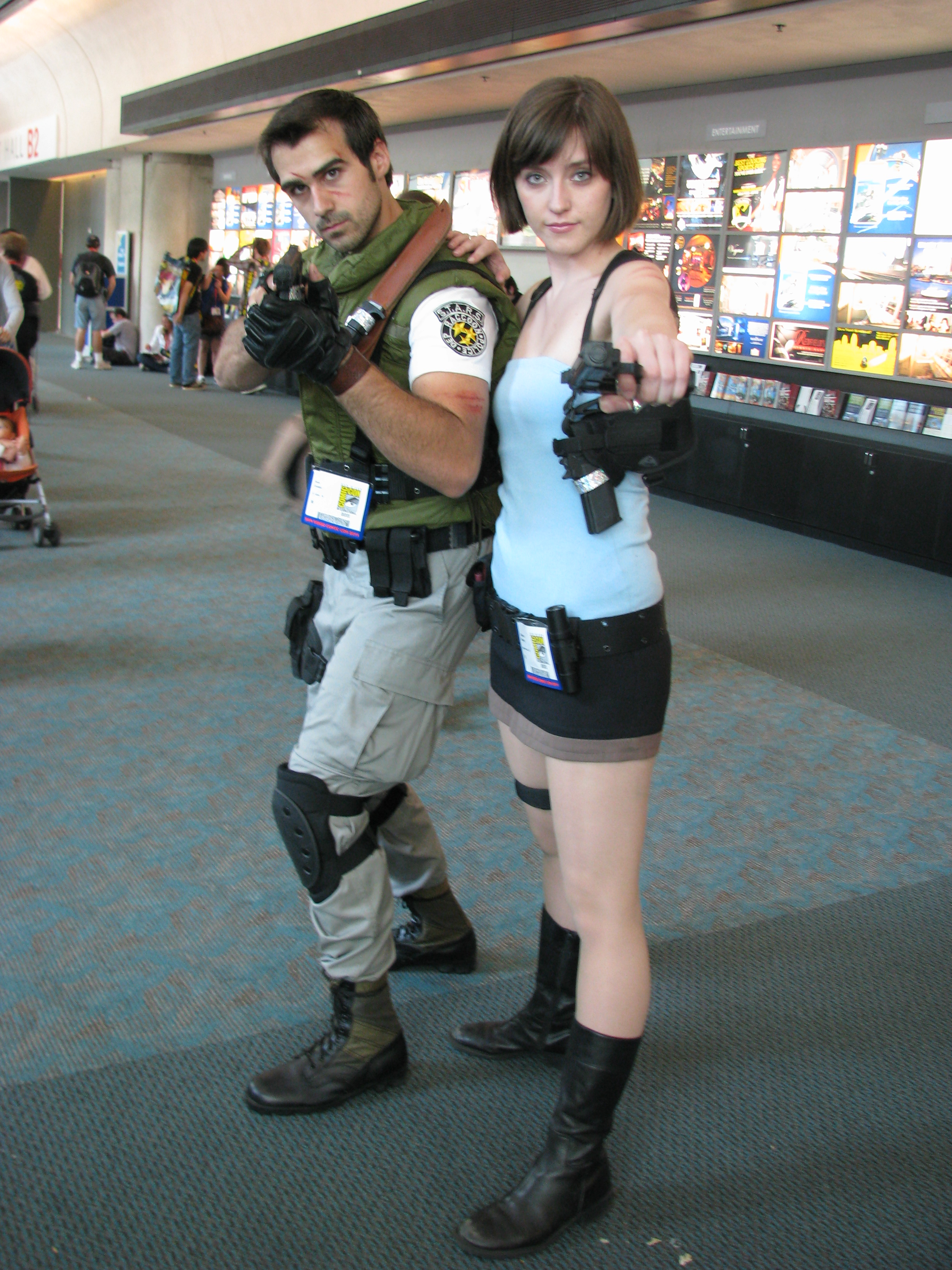
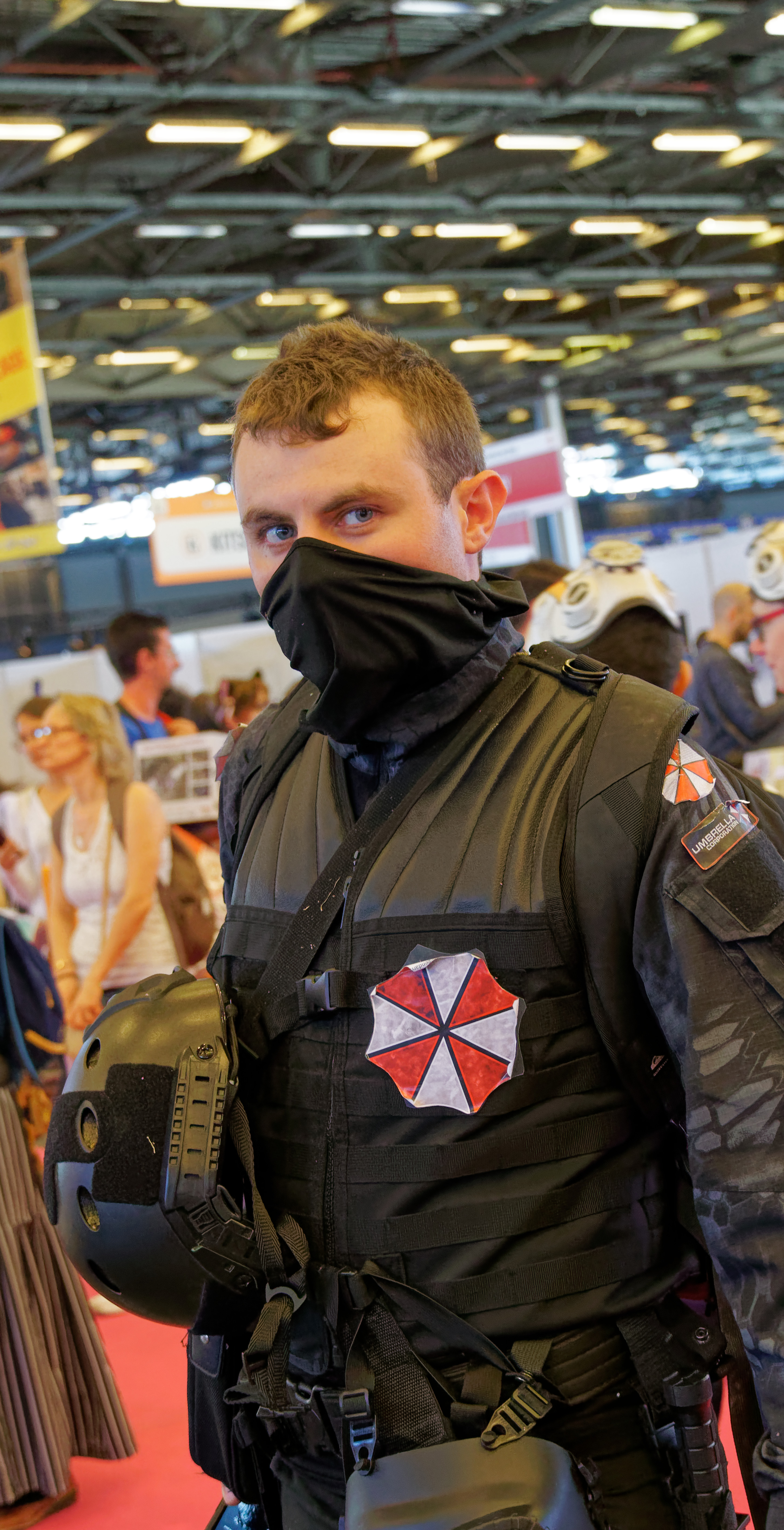
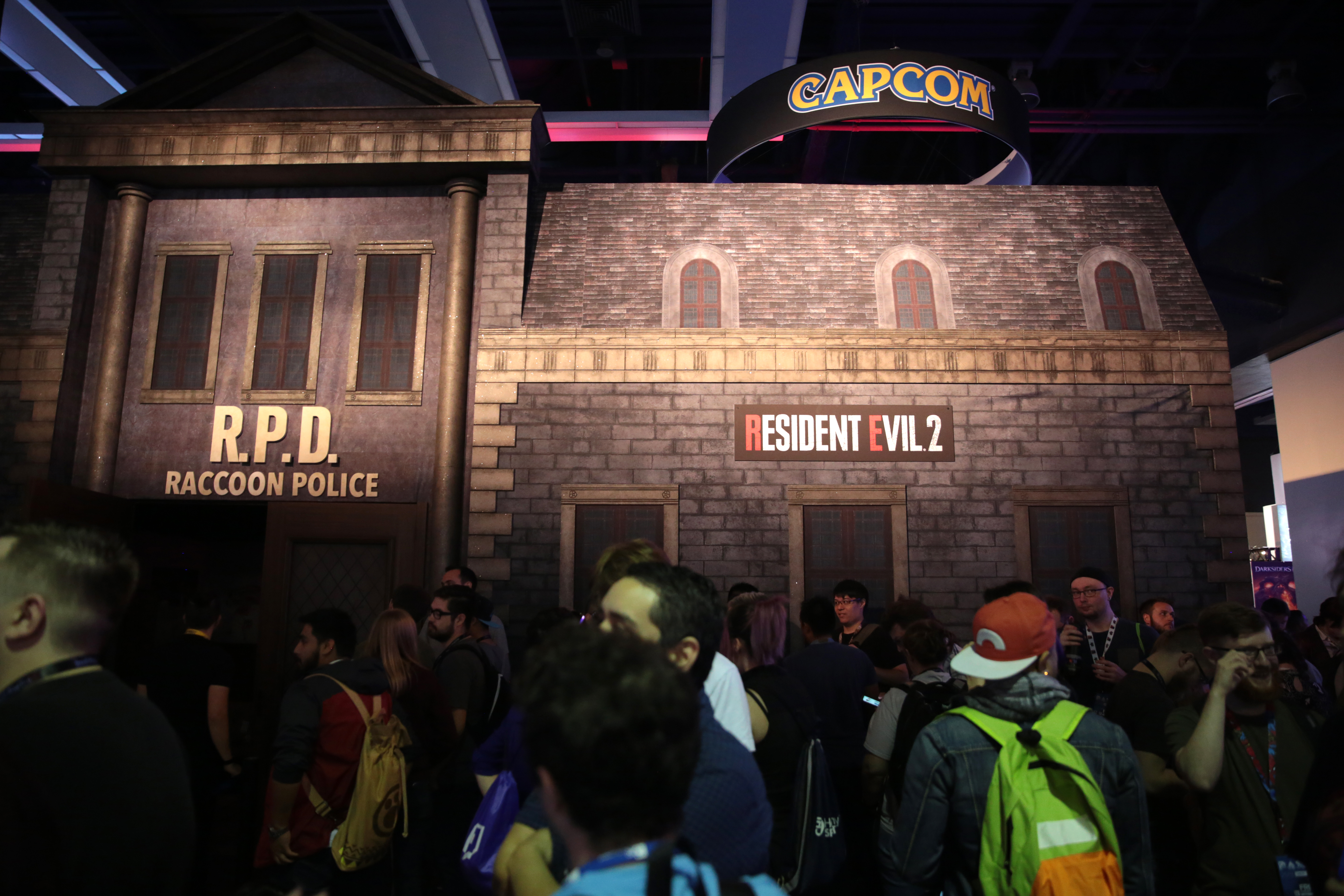